# Wildflowers
Wildflowers è un album rock di Tom Petty, pubblicato nel novembre del 1994. È il primo album pubblicato con la casa discografica Warner Music Group.

## Storia
L'album è stato registrato con tutti i membri degli Heartbreakers, ad eccezione del batterista Stan Lynch che lasciò il gruppo all'inizio del 1994. Questo album non è stato accreditato ai Tom Petty and the Heartbreakers in quanto lo stesso cantante dichiarò che "Rick (Rubin) ed io abbiamo voluto maggiore libertà piuttosto che essere legati a cinque ragazzi"

## Tracce
Testi e musiche di Tom Petty se non diversamente indicato.
1. Wildflowers – 3:11
2. You Don't Know How It Feels – 4:49
3. Time to Move On – 3:15
4. You Wreck Me – 3:22 (Tom Petty, Mike Campbell)
5. It's Good to Be King – 5:10
6. Only a Broken Heart – 4:30
7. Honey Bee – 4:58
8. Don't Fade on Me – 3:32 (Tom Petty, Mike Campbell)
9. Hard on Me – 3:48
10. Cabin Down Below – 2:51
11. To Find a Friend – 3:23
12. A Hiigher Place – 3:56
13. House in the Woods – 5:32
14. Crawling Back to You – 5:05
15. Wake Up Time – 5:19